# Paratorchus homerensis
Paratorchus homerensis – gatunek chrząszczy z rodziny kusakowatych i podrodziny Osoriinae.
Gatunek ten opisany został w 1982 roku przez H. Pauline McColl jako Paratrochus homerensis. W 1984 roku ta sama autorka zmieniła nazwę rodzaju na Paratorchus, w związku z wcześniejszym użyciem poprzedniej nazwy dla rodzaju mięczaków.
Chrząszcz o walcowatym ciele długości od 3 do 4,2 mm, barwy rudobrązowej z żółtawobrązowymi odnóżami i czułkami. Wierzch ciała ma delikatnie punktowany oraz umiarkowanie owłosiony. Długość szczecinek jest nie mniejsza niż odległości między nimi. Owalne oczy złożone budują około 3 płaskie omatidia. Przedplecze ma od 0,48 do 0,63 mm długości. Pokrywy charakteryzują tępe, prawie proste kąty ramieniowe. Odwłok ma dziewiąty tergit niezbyt silnie wydłużony ku tyłowi w dwa krótkie, tępe wyrostki tylne o średnim rozstawie. U samca ósmy sternit odwłoka ma płytkie wgłębienie środkowe, a narząd kopulacyjny ma tęgi, szerokonasadowy wyrostek boczny zakrzywiony wokół nieco krótszej części rurkowatej. Samicę cechuje owalna, słabo zesklerotyzowana spermateka o wymiarach 0,175 × 0,1 mm, pozbawiona guzowatości wierzchołkowej.
Owad endemiczny dla Nowej Zelandii, znany z południowo-zachodniej części Wyspy Południowej. Spotykany jest w ściółce, mchach oraz wśród roślinności subalpejskiej i alpejskiej, na wysokości od 183 do 1463 m n.p.m.